# Tramlijn Sas van Gent - Zelzate
De Tramlijn Sas van Gent - Zelzate, was een tramlijn in Zeeuws-Vlaanderen en Oost-Vlaanderen. Vanuit Sas van Gent liep de lijn aan de oostkant van het Kanaal Gent-Terneuzen naar Zelzate.

## Geschiedenis
De lijn werd in 1915 geopend door de Zeeuwsch-Vlaamsche Tramweg-Maatschappij en werd uitsluitend gebruikt voor het vervoer van goederen, met name weg- en bouwmaterialen en daarnaast suikerbieten naar de suikerfabriek van Frantz Wittouck. In september 1949 wordt het goederenvervoer stilgelegd en de lijn opgebroken.